# Okose
Okose (cyr. Окосе) – wieś w Serbii, w okręgu raskim, w mieście Novi Pazar. W 2011 roku liczyła 26 mieszkańców.